# Dom Deschamps
Dom Deschamps es el nombre por el que se conoce a Léger Marie Deschamps ( Rennes, 10 de enero de 1716- 19 de abril de 1774 en Montreuil-Bellay). Fue un utopista y filósofo francés, de orientación metafísica. 

## Trayectoria
Dom Deschamps perteneció a la congregación de San Mauro de la orden benedictina. No fue realmente conocido por el público en vida, pues sólo publicó dos opúsculos polémicos de forma anónima: Lettres sur l'esprit du siècle en 1769 y la Voix de la Raison contre la raison du temps, en 1770.
Gracias a la protección del progresista marqués de Voyer d'Argenson (1722-1782), Deschamps mantuvo correspondencia con Voltaire o Rousseau, también con Helvétius, D'Alembert, y con Diderot, al que sorprendió poderosamente por su concepción igualitaria. Voltaire y d'Alembert rechazaron su especulación metafísica; y todos ellos quedaron perplejos ante las consecuencias sociales y morales de su pensamiento. Pero Diderot lo tomó en consideración en sus escritos finales contra el colonialismo.
Su Vrai système, copiado por uno de sus discípulos (Dom Mazet) fue en parte redescubierto en la biblioteca municipal de Poitiers, en 1862, por Franco Venturi, Jean Thomas y un profesor de la facultad de letras de esa ciudad (Émile Beaussire), quien vio en Dom Deschamps a un precursor francés de Hegel. Esta edición tuvo gran eco en Alemania, Polonia, Rusia y especialmente en Italia, por obra de Venturi.
Hacia el bicentenario de su muerte, 1974, hubo un segundo redescubrimiento, alentado por el historiador Jacques D'Hondt, de modo que al fin las obras filosóficas de Dom Deschamps fueron publicadas en Francia, en 1993, por Bernard Delhaume, tras un vasto trabajo y nuevos descubrimientos. Se le considera un utópico social de gran originalidad.
La correspondencia de Dom Deschamps apareció en 2006, gracias de nuevo a Delhaume.
Dom Deschamps articuló la historia en 'estados' sucesivos, pero reservó la idea de 'siglo' para la época contemporánea (un siglo 'iluminado a medias', dice, y no iluminado sin más), lo cual fue importante para la construcción de la conciencia histórica.